# رون ارتشر
رون ارتشر (25 أكتوبر 1933 في أستراليا - 27 مايو 2007) (بالإنجليزية: Ron Archer)‏ هو لاعب كريكت أسترالي. شارك مع منتخب أستراليا الوطني للكريكت.

## وصلات خارجية
- رون ارتشر على موقع إي آس بي آن كريك إنفو (الإنجليزية)